# Cantonul Cannes-Est
Cantonul Cannes-Est este un canton din arondismentul Grasse, departamentul Alpes-Maritimes, regiunea Provence-Alpes-Côte d'Azur, Franța.

## Comune
- Cannes (parțial)